# Desa Cibening (administrativ by i Indonesien, lat -6,49, long 107,47)
Desa Cibening är en administrativ by i Indonesien.   Den ligger i provinsen Jawa Barat, i den västra delen av landet, 80 km öster om huvudstaden Jakarta.